# Сент-Люсія на літніх Олімпійських іграх 2016
Сент-Люсія на літніх Олімпійських іграх 2016 була представлена 5 спортсменами в 3 видах спорту. Жодної медалі олімпійці Сент-Люсії не завоювали.

## Спортсмени
| Дисципліна       | Чоловіки | Жінки | Разом |
| ---------------- | -------- | ----- | ----- |
| Легка атлетика   | 1        | 2     | 3     |
| Вітрильний спорт | 0        | 1     | 1     |
| Плавання         | 1        | 0     | 1     |
| Разом            | 2        | 3     | 5     |

## Легка атлетика
Легенда
- Note – для трекових дисциплін місце вказане лише для забігу, в якому взяв участь спортсмен
- Q = пройшов у наступне коло напряму
- q = пройшов у наступне коло за добором (для трекових дисциплін - найшвидші часи серед тих, хто не пройшов напряму; для технічних дисциплін - увійшов до визначеної кількості фіналістів за місцем якщо напряму пройшло менше спортсменів, ніж визначена кількість)
- NR = Національний рекорд
- N/A = Коло відсутнє у цій дисципліні
- Bye = спортсменові не потрібно змагатися у цьому колі

Трекові і шосейні дисципліни
| Спортсмен   | Дисципліна                   | Попередній забіг | Попередній забіг | Чвертьфінал | Чвертьфінал | Півфінал        | Півфінал        | Фінал           | Фінал           |
| Спортсмен   | Дисципліна                   | Результат        | Місце            | Результат   | Місце       | Результат       | Місце           | Результат       | Місце           |
| ----------- | ---------------------------- | ---------------- | ---------------- | ----------- | ----------- | --------------- | --------------- | --------------- | --------------- |
| Джавід Бест | біг на 100 метрів (чоловіки) | Bye              | Bye              | 10.39       | 7           | Завершив виступ | Завершив виступ | Завершив виступ | Завершив виступ |

Технічні дисципліни
| Спортсмен      | Дисципліна               | Кваліфікація       | Кваліфікація | Фінал              | Фінал            |
| Спортсмен      | Дисципліна               | Результат у метрах | Місце        | Результат у метрах | Місце            |
| -------------- | ------------------------ | ------------------ | ------------ | ------------------ | ---------------- |
| Дженелл Шепер  | стрибки у висоту (жінки) | 1.89               | 25           | Завершила виступ   | Завершила виступ |
| Леверн Спенсер | стрибки у висоту (жінки) | 1.94               | =1 Q         | 1.93               | 6                |

## Вітрильний спорт
| Спортсмен           | Дисципліна   | Заплив | Заплив | Заплив | Заплив | Заплив | Заплив | Заплив | Заплив | Заплив | Заплив | Заплив | Очки | Підсумкове місце |
| Спортсмен           | Дисципліна   | 1      | 2      | 3      | 4      | 5      | 6      | 7      | 8      | 9      | 10     | M*     | Очки | Підсумкове місце |
| ------------------- | ------------ | ------ | ------ | ------ | ------ | ------ | ------ | ------ | ------ | ------ | ------ | ------ | ---- | ---------------- |
| Стефані Дево-Ловелл | Лазер радіал | 29     | 25     | 30     | 33     | 30     | 29     | 24     | 3      | 27     | 30     | EL     | 226  | 29               |

M = Медальний заплив; EL = Вибув – не потрапив до медального запливу

## Плавання
| Спортсмен    | Дисципліна                          | Попередній заплив | Попередній заплив | Півфінал        | Півфінал        | Фінал           | Фінал           |
| Спортсмен    | Дисципліна                          | Час               | Місце             | Час             | Місце           | Час             | Місце           |
| ------------ | ----------------------------------- | ----------------- | ----------------- | --------------- | --------------- | --------------- | --------------- |
| Джордан Ожьє | 50 метрів вільним стилем (чоловіки) | 23.28             | 45                | Завершив виступ | Завершив виступ | Завершив виступ | Завершив виступ |